# 查尔顿县 (佐治亚州)
查尔顿县（英語：Charlton County）是位于美国佐治亚州东南部的一个县，面积2,028平方公里，县治福克斯通。根据2000年美国人口普查，共有人口10,790。
查尔顿县成立于1854年2月18日，县名源自美国参议员罗伯特·M·查尔顿。